# Белолобый лемур
Белолобый лемур (лат. Eulemur albifrons) — вид млекопитающих из семейства лемуровых. Эндемик Мадагаскара (северо-восточная часть острова). До 2001 года считался подвидом бурого лемура.

Ареал

## Описание
Средняя масса особи — 2,3 кг, длина — 40 см (хвост может достигать 50). Продолжительность жизни в природе, вероятно, составляет 20—25 лет, в неволе до 36. Живут на верхнем ярусе тропического леса.
МСОП присвоил таксону охранный статус «Вымирающие виды» (EN).